# België op het Eurovisiesongfestival 1962
Finale belge du Grand Prix Eurovision was de Belgische preselectie voor het Eurovisiesongfestival 1962, dat gehouden zou worden in de Luxemburgse hoofdstad Luxemburg. De finale vond plaats op 19 februari. Fud Leclerc won met het nummer Ton nom, en mocht zo België voor de vierde keer vertegenwoordigen op het Eurovisiesongfestival. Hiermee is hij Belgisch recordhouder.

## Uitslag
| Plaats | Artiest               | Lied            |
| ------ | --------------------- | --------------- |
| 1      | Fud Leclerc           | Ton nom         |
| 2      | Robert-Charles Lanson | Toi, mon copain |
| 3      | Any Godet             | Hambourg        |
| 4      | Ferry Devos           | N'oublie jamais |
| 5      | Eric Channe           | Toi, la femme   |

1956 · 1957 · 1958 · 1959 · 1960 · 1961 · 1962 · 1963 · 1964 · 1965 · 1966 · 1967 · 1968 · 1969 · 1970 · 1971 · 1972 · 1973 · 1974· 1975 · 1976 · 1977 · 1978 · 1979 · 1980 · 1981 · 1982 · 1983 · 1984 · 1985 · 1986 · 1987 · 1988 · 1989 · 1990 · 1991 · 1992 · 1993 · 1994 · 1995 · 1996 · 1997 · 1998 · 1999 · 2000 · 2001 · 2002 · 2003 · 2004 · 2005 · 2006 · 2007 · 2008 · 2009 · 2010 · 2011 · 2012 · 2013 · 2014 · 2015 · 2016 · 2017 · 2018 · 2019 · 2020 · 2021 · 2022 · 2023 · 2024 · 2025